# Baterno
Baterno es un municipio español perteneciente a la provincia de Badajoz (comunidad autónoma de Extremadura). Su población en 2022 era de 248 habitantes según el INE. Forma parte de la mancomunidad de La Siberia Extremeña y pertenece al partido judicial de Herrera del Duque.  

## Toponimia
En cuanto al origen del nombre del pueblo, la teoría más acertada es que Baterno provendría del latín Paternus.

## Geografía
Se sitúa en un llano, al pie del morro de La Conquista, en la comarca de La Siberia, colindante con los pueblos de Tamurejo.
Morfológicamente, configura un conjunto muy alargado en planta que se prolonga sobre el eje del viejo itinerario hacia Almadén, con los extremos constituidos por edificaciones de época moderna. El medio paisajístico participa del carácter agreste que caracteriza el ámbito, con un número importante de fauna y flora en el Morro, monte en donde conviven jabalíes y, otrora, linces ibéricos, además de diversos tipos de aves.

## Historia
Desde su fundación en el siglo XVI fue una aldea del Estado de Capilla, de cuya jurisdicción se separó en el siglo XVIII. En 1594 formaba parte de la Tierra de Capilla en la Provincia de Trujillo. Como núcleo de población de dicho Estado, pertenecía al duque de Béjar. Baterno, al igual que todo el conjunto de la mancomunidad de La Siberia, estuvo en distintas manos a lo largo de su historia: no formó parte de Extremadura hasta mediados del siglo XIX.  
En 1798, según Tomás López, dependía en lo espiritual de la parroquia de Garlitos y del arzobispado de Toledo, en lo temporal de la villa de Capilla y su cabeza de partido era Trujillo. 
La población mantiene aún su carácter de enclave apartado, por causa de su localización en un confín del territorio extremeño, alejado de las vías de comunicación que conducen a los centros más importantes del entorno. En la segunda mitad del siglo XVIII su aislamiento llegaba a tal punto que, por ejemplo, no tenía maestro ni estudios de primeras letras.
A la caída del Antiguo Régimen la localidad se constituye en municipio constitucional en la región de Extremadura. Desde 1834 quedó integrado en el Partido judicial de Herrera del Duque.
La dependencia histórica toledana, que se mantiene aún en lo eclesiástico, es la razón de que, en muchos mapas, La Siberia apareciera como parte de Castilla la Nueva y no de Extremadura.
En abril de 1977, el pueblo da un gran paso adelante por medio del alcalde Juan Madrid Cendreros, profesor de E.G.B., con mejoras como:
- Traída de agua corriente.
- Reparación de la parroquia de San Andrés Apóstol, tanto exterior como interiormente.
- Teléfono automático, con doce abonados.
- Alumbrado eléctrico mediante lámparas de mercurio.
- Alcantarillado.

## Demografía
Baterno cuenta con una población de 238 habitantes (INE 2024).
| Gráfica de evolución demográfica de Baterno entre 1842 y 2021                                                         |
| |
| Población de derecho según los censos de población del INE. Población de hecho según los censos de población del INE. |

## Política
El alcalde del municipio de Baterno es Juan Sánchez Castillo, del Partido Popular, elegido tras los comicios municipales de mayo de 2019.

## Monumentos
- En el núcleo urbano se encuentra la iglesia parroquial de San Andrés Apóstol, en la archidiócesis de Toledo, pequeño edificio originario de 1557, encalado de blanco y reconstruido recientemente. En el exterior del edificio no abundan los símbolos religiosos, únicamente una somera espadaña advierte de su condición religiosa.

- Emplazada en lo alto de un pequeño cabezo con multitud de encinas alrededor, se encuentra la ermita de Nuestra Señora de la Soledad del Fuego, templo erigido en el siglo XVIII, donde se rinde culto a Virgen del Fuego. Se la conoce como del Fuego, pues en el año 1672, en un 20 de agosto, se quemó la Panadería de la Plaza Mayor de  Madrid. Allí se hallaba un hombre que, según cuenta la leyenda, se encomendó a la Virgen de la Soledad, cuya pintura que se encontraba en la habitación en la que él permanecía en el momento del incendio y, abrazándose a esta, se arrojó desde lo alto del edificio. Mientras que él pudo escapar de las llamas, el cuadro sacro no pudo; las llamas lo devoraron. Según cuentan, la Virgen obró un milagro con este hombre y, de este modo, se le añadió ese «del Fuego» al nombre de aquella Virgen. Debido a este suceso, se levantó el templo en el siglo XVIII.

## Fiestas y tradiciones
Las fiestas de Baterno están estrechamente ligadas con la religiosidad de sus gentes, como se puede apreciar con la celebración de  la fiesta de la Virgen del Fuego (20 de agosto) o en la de San Andrés (30 de noviembre), patrón del pueblo. De este carácter religioso escapa el día de los Quintos o, como se conoce por antonomasia, los Quintos.
- Día de los Quintos o Día del Pino (Sábado Santo): En este día, los quintos (jóvenes que alcanzan la mayoría de edad ese año) se reúnen, del mismo modo que lo  hace todo el pueblo, para, en primer lugar, cortar un pino con un hacha y, posteriormente, llevarlo a cuestas entre los mozos de ese año y plantarlo. Al día siguiente, Domingo de Resurrección, los quintos tienen que derribar el mismo pino que plantaron el día anterior en una demostración de fuerza. Una vez caído el árbol, la fiesta se traslada a la plaza del pueblo, donde se comienza a repartir trozos de rosca de candelilla elaborada por las madres de los jóvenes el día anterior.
- Fiestas de la Virgen del Fuego (20 de agosto): Se oficia misa en la ermita de Nuestra Señora de la Soledad del fuego el 20 de agosto, siendo la primera vez que esto se hizo en el año de 1701. A partir de este día, comienzan las fiestas patronales del pueblo, que tienen una duración de unos cinco días aproximadamente.
- Fiestas de San Andrés (30 de noviembre): Tras la misa y procesión, todo el pueblo se congrega en los bares para festejar en honor al patrón del pueblo, San Andrés.
- Hacer la «baca»: Pese a no ser esta una festividad, se trata de una tradición muy arraigada en Baterno. Esta expresión simboliza el hecho de irse a tomar un aperitivo acompañado de una bebida después de la misa dominical. Hay divergencias con respecto a su ortografía.
- Matanza: Desde hace siglos, una seña cultural que identifica a Extremadura. Se suele reunir la familia para matar y preparar las reservas de chorizos, morcillas y jamones de la temporada. El propio Cervantes, amigo del duque de Béjar, plasma en su obra magna Don Quijote de la Mancha las costumbres de La Siberia y, por tanto, de la villa de Baterno, cuando dice que el Quijote come «duelos y quebrantos».

## Gastronomía
Entre los platos más destacados del municipio figuran las migas, el ajoblanco, el pisto, escabeche o torreznos. En el apartado de la repostería, destacan principalmente los tradicionales dulces que se elaboran en toda la comarca, como las roscas de candelilla, los canutos, los buñuelos de miel o las orejas de fraile. 
- Pisto:  Más comúnmente llamado «tomate frito«, difiere de la receta tradicional en que antiguamente, se solía añadir sangre de cerdo.
- Rosca de candelilla: Rosca tradicional que se prepara para la celebración del día de los Quintos. Está hecha de harina de trigo, huevos, aceite de girasol, miel, anís, aroma de naranja y azúcar.
- Canutos: Típico de la Semana Santa, tiene una forma cilíndrica y se elabora con vino, aceite, azúcar y harina.
- Orejas de fraile: Tipo de masa mojada en leche elaborada con harina, huevo, azúcar y canela.